# Бобруйский краеведческий музей
Бобруйский краеведческий музей (белор. Бабруйскі краязнаўчы музей) — один из старейших музеев Республики Беларусь. Основан в 1924 году в Бобруйске.

## История
Первым директором музея был краевед-любитель, уроженец Глуской области Бобруйского района Славин Цодик Яковлевич. По решению городской администрации от 1924 года под музей было выделено небольшое деревянное здание, которое располагалось во дворе детской библиотеки. Славину поручено возглавить работу по созданию Бобруйского краеведческого музея. В 1927 году в городе прошла большая экспозиция достижений экономики Бобруйска за годы советской власти, и большая часть экспонатов с этой выставки была передана в музей.
В 1930 году решением горисполкома музею выдали новое здание на улице Пушкина, 145 (особняк 1912 года постройки). Открылись новые кафедры: религии, промышленности и истории. В этом здании музей продолжал работать до начала Великой Отечественной войны. Судьба энтузиаста музейного дела Славина сложилась трагически. Он был обвинён в контрреволюционной деятельности, хранении контрреволюционных книг и 6 августа 1937 года Славина арестовали. В одном из ГУЛАГов Славин был убит. Реабилитирован посмертно.
1 сентября 1996 года музей располагается в новом здании по адресу улица Социалистическая 56/40.

## Экспозиция
Общая площадь музе составляет 1343 м2, площадь экспозиции 668,9 м2, площадь складских помещений 95,4 м2. Музей двухэтажный. 10 экспозиционных залов, 5 складских залов, лекционный зал на 40 мест, библиотека, 4 служебных кабинета, кабинет директора. В настоящее время директором музея с 24 сентября 1987 года является Артемчик Наталья Петровна. Автор проекта художественного оформления экспозиции музея был Заслуженный деятель культуры Беларуси Э. К. Агунович. Члены городской организации Белорусский союз художников приняли участие в оформлении экспозиции среди них были: Валерий Колтугин, Юрий Никифоров, Анатолий Контсуб, Эдуард Белагуров, Олег Савичев, Владимир Рубцов, Семён Абрамов. Непосредственными исполнителями художественных и дизайнерских работ были художники В. Н. Гавриленко, А. В Гавриленко, А. П. Костко и другие.
15734 единиц основного фонда, 19012 единиц научно-вспомогательного фонда. Основной фонд музея составляют предметы из 28 музейных коллекций: «Археология», «Боеприпасы и оружие», «Банистика», «Вексиллология», «Военная амуниция», «Графика», «Документы», «Декоративно-прикладное искусство», «Живопись», «Керамика», «Механизмы и детали механизмов», «Нумизматика», «Одежда», «Инструменты и приспособления», «Огнестрельное оружие», «Печатные издания», «Предметы домашнего обихода», «Предметы, содержащие драгоценные металлы», «Инструменты и аппараты», «Естествознание», «Скульптура», «Сфрагистика», «Флеристика», «Звуковые документы», «Фотодокументы», «Холодное оружие», «Стекло», и другие коллекции.